# Лемьехна
Лемьехна (бирм. လေးမျက်နှာ) — город в районе Хинтада административной области Иравади Мьянмы. Расположен в южной части страны, в 270 км к югу от столицы Нейпьидо. В 2016 году имел население 107588 человек.
Название переводится «Четыре лица», что подразумевает четыре стороны света, определение которых является условием выполнения некоторых мьянманских церемоний и рекомендаций астрологов.